# Shake a Tail Feather
Clip vidéo
[vidéo] « The Five Du-Tones - Shake a Tail Feather - Shake a Tail Feather Scene (1963) », sur YouTube
[vidéo] « Ray Charles - Shake a Tail Feather - The Blues Brothers (1980) », sur YouTube
Shake a Tail Feather (secoue toi les plumes du derrière, en anglais) est une chanson Chicago soul-rhythm and blues, des auteurs-compositeurs américains Otha Hayes, Verlie Rice et Andre Williams, enregistrée en single en 1963 par le groupe The Five Du-Tones (en) de Chicago chez One-derful Records (en),. Elle est reprise avec succès par Ray Charles et The Blues Brothers en single et pour la bande originale du film Les Blues Brothers de 1980.

## Histoire
Le premier enregistrement single de 1963 du groupe The Five Du-Tones (en) de Chicago atteint la 28e place du Billboard Hot R&B/Hip-Hop Songs américain et la 51e place du Billboard Hot 100.

## Reprises
Ce tube est repris par de nombreux interprètes, dont Tina Turner ou Ike and Tina Turner...

## Au cinéma
- 1980 : Les Blues Brothers, de John Landis (bande originale du film, interprétée par Ray Charles et The Blues Brothers).
- 1988 : Hairspray, de John Waters
- 2005 : Chicken Little, de Walt Disney Pictures, interprétée par The Cheetah Girls